# Kalkandere
Kalkandere est une ville et un district de la province de Rize dans la région de la mer Noire en Turquie.